# Idorsia
La Idorsia è un'azienda farmaceutica svizzera con sede a Allschwil, vicino a Basilea.

## Storia
Dopo l'acquisizione di Actelion da parte di Johnson & Johnson nel 2017, Idorsia è stata scorporata in una nuova società e ha iniziato a operare nello stesso campus in cui era stata fondata Actelion, sotto la guida dei fondatori di quest'ultima, Jean-Paul Clozel (amministratore delegato) e Martine Clozel (responsabile del settore scientifico). La società ha previsto di raggiungere il punto di pareggio e divenire redditizia entro il 2025.
Nel luglio 2023, a causa di un aumento deludente delle vendite del farmaco per il sonno Daridorexant, approvato in tale periodo, insieme ai risultati deludenti dei test sia sul clazosentan che sul lucerestat, Idorsia ha annunciato licenziamenti fino a cinquecento dipendenti dei 1.200 dipendenti totali. L'azionista principale Jean-Paul Clozel ha concesso a Idorsia un prestito privato di 75 milioni di franchi svizzeri.
Nello stesso mese, Idorsia ha venduto le sue attività operative in Giappone e Corea del Sud alla società giapponese Sosei Heptares per 400 milioni di franchi svizzeri. La vendita include i diritti di commercializzazione del clazosentan (Piviaz) e del daridorexant (Quviviq) nella regione Asia-Pacifico, esclusa la Cina, oltre ai diritti su altri due trattamenti e fino a cinque programmi in fase clinica della propria pipeline.

## Prodotti
Tabella aggiornata al 2 maggio 2022, che elenca i farmaci che hanno raggiunto almeno la fase 3 della sperimentazione:
| farmaco                                                                             | malattia, funzione                                                                                          | fase di sperimentazione clinica                                  |
| ----------------------------------------------------------------------------------- | --- | ---------------------------------------------------------------- |
| Daridorexant                                                                        | Insonnia Primo farmaco contro l'insonnia a migliorare i sintomi notturni e le funzionalità psichiche diurne | Approvato negli Stati Uniti, Svizzera e nell'Unione europea      |
| Clazosentan                                                                         | vasospasmo cerebrale                                                                                        | Approvato in Giappone                                            |
| Lucerastat                                                                          | Malattia di Fabry                                                                                           | Non superata la fase III; ricerca di nuove applicazioni in corso |
| Selatogrel (formula di struttura: C28H39N6O8P; massa molare pari a 618.628 g·mol−1) | Infarto miocardico acuto (inibitore del P2Y12)                                                              | Fase 3                                                           |